# Szárnyasspórás tejelőgomba
A szárnyasspórás tejelőgomba (Lactarius pterosporus) a galambgombafélék családjába tartozó, Eurázsiában honos, lomberdőkben élő, nem ehető gombafaj. 

## Megjelenése
A szárnyasspórás tejelőgomba kalapja 4-8 (10) cm széles, alakja fiatalon domború, később középen benyomott, idősen kissé tölcséres; közepe néha púpos. Széle eleinte begöngyölt, öregen éles, hullámos. Színe okker- vagy bézsbarnás, tejeskávé- vagy szarvasbőrszínű, gyakran foltos. Felszíne gödörkés, ráncos, néha sima, száraz, matt.
Húsa fehér, sérülésre 2-3 perc alatt rózsaszínűre változik. Sérülésre fehér tejnedvet ereszt, amely ha a hússal érintkezik, szintén rózsaszín lesz. Szaga gyenge, kissé kellemetlen, gyümölcsös vagy szappanos; íze nem jellegzetes, de a tejnedv csípős.  
Sűrű lemezei tönkhöz nőttek vagy kissé lefutók. Színük eleinte krémszínű, majd okkersárgás, a sérülések helyén rózsásan színeződnek.
Tönkje 4-8 cm magas és 0,5-2 cm vastag. Alakja hengeres vagy kissé lefelé vékonyodik. Színe fehéres, halványokkeres, a kalapnál világosabb. Felszíne sima vagy hosszában kissé ráncolt.
Spórapora okkersárgás. Spórája majdnem kerekded, széles ellipszis alakú, felszínét magas taréjok díszítik, amelyek párhuzamosak vagy spirálisan rendeződnek és nem alkotnak hálózatot; mérete 7,6-8,1 x 6,3-7,2 µm. 

### Hasonló fajok
Hasonlíthat hozzá a vörösödőtejű tejelőgomba, amely bükkösökben nő, lemezei vastagok és ritkán állók.   

## Elterjedése és termőhelye
Eurázsiában honos. Magyarországon nem ritka.
Savanyú talajú lomberdőkben él, leginkább gyertyán alatt. Júliustól novemberig terem. 

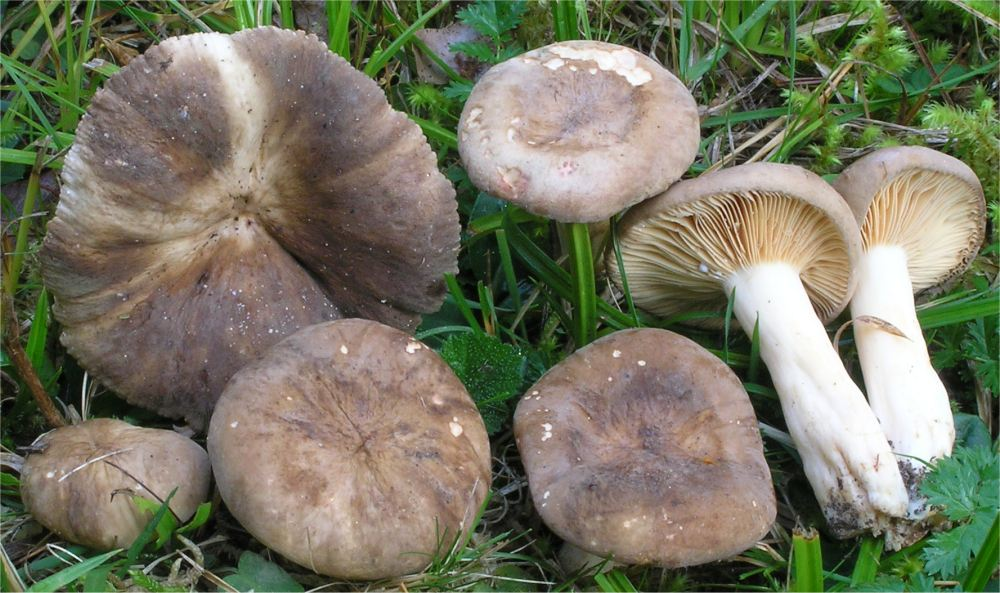
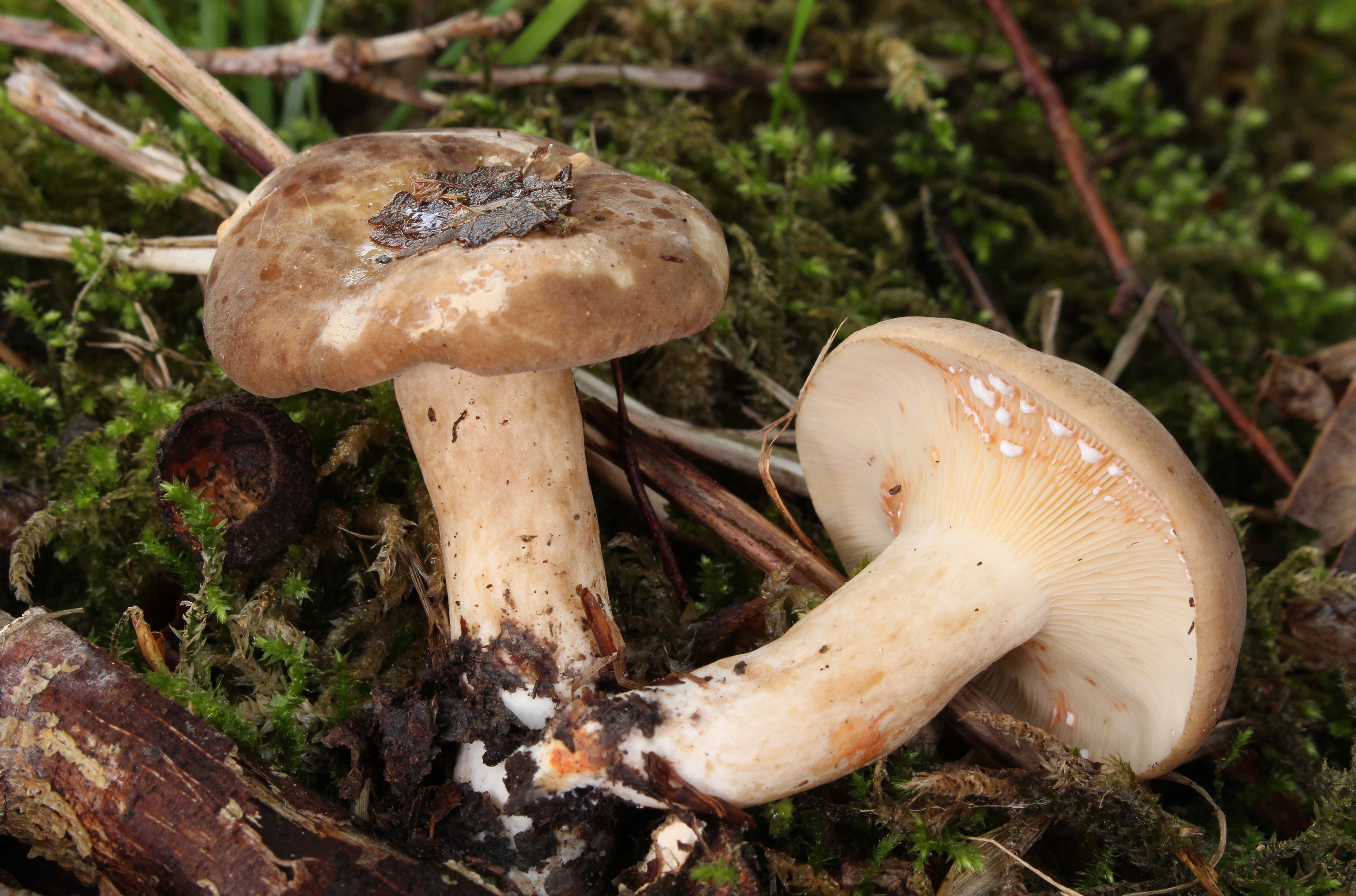
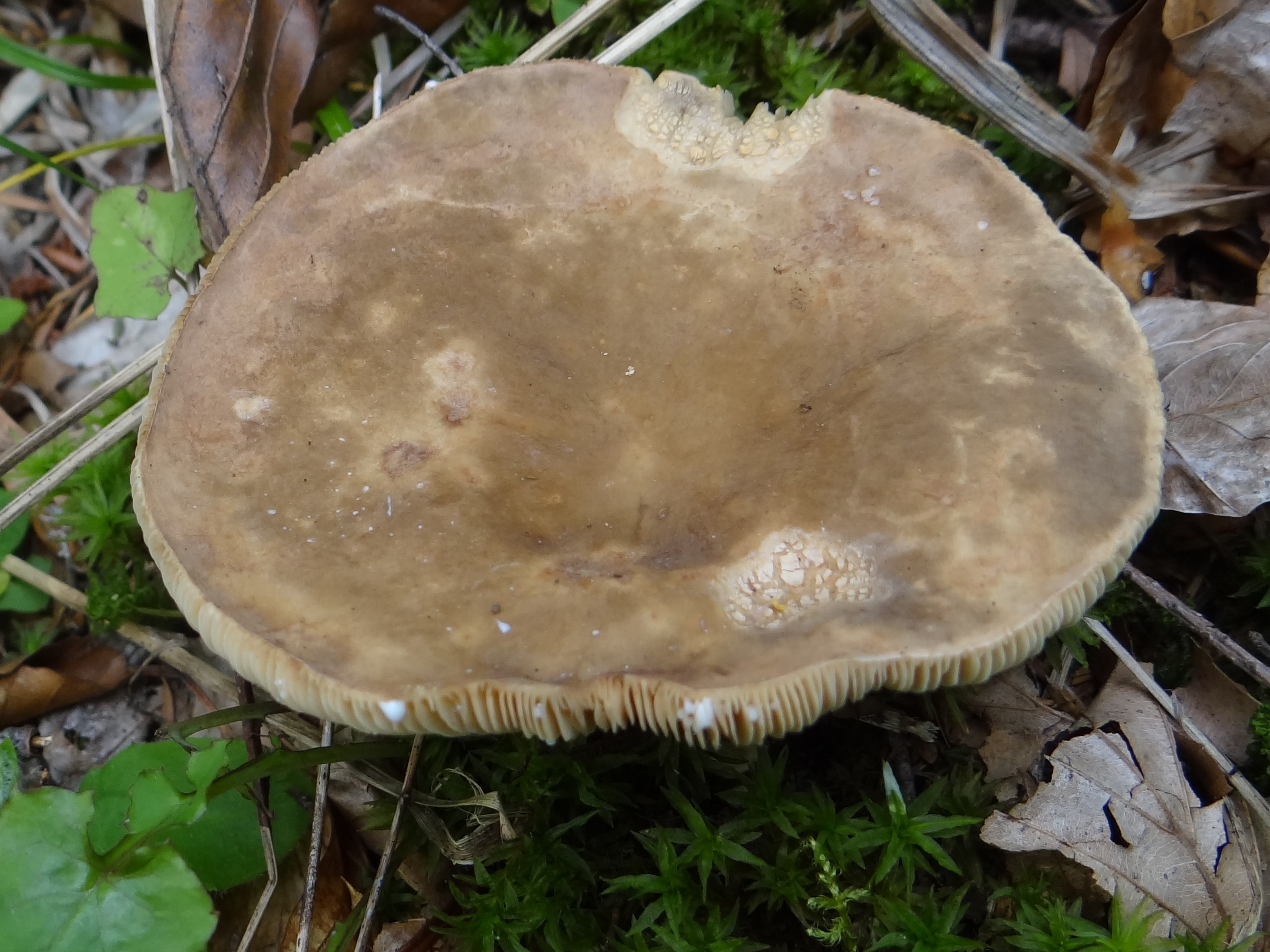
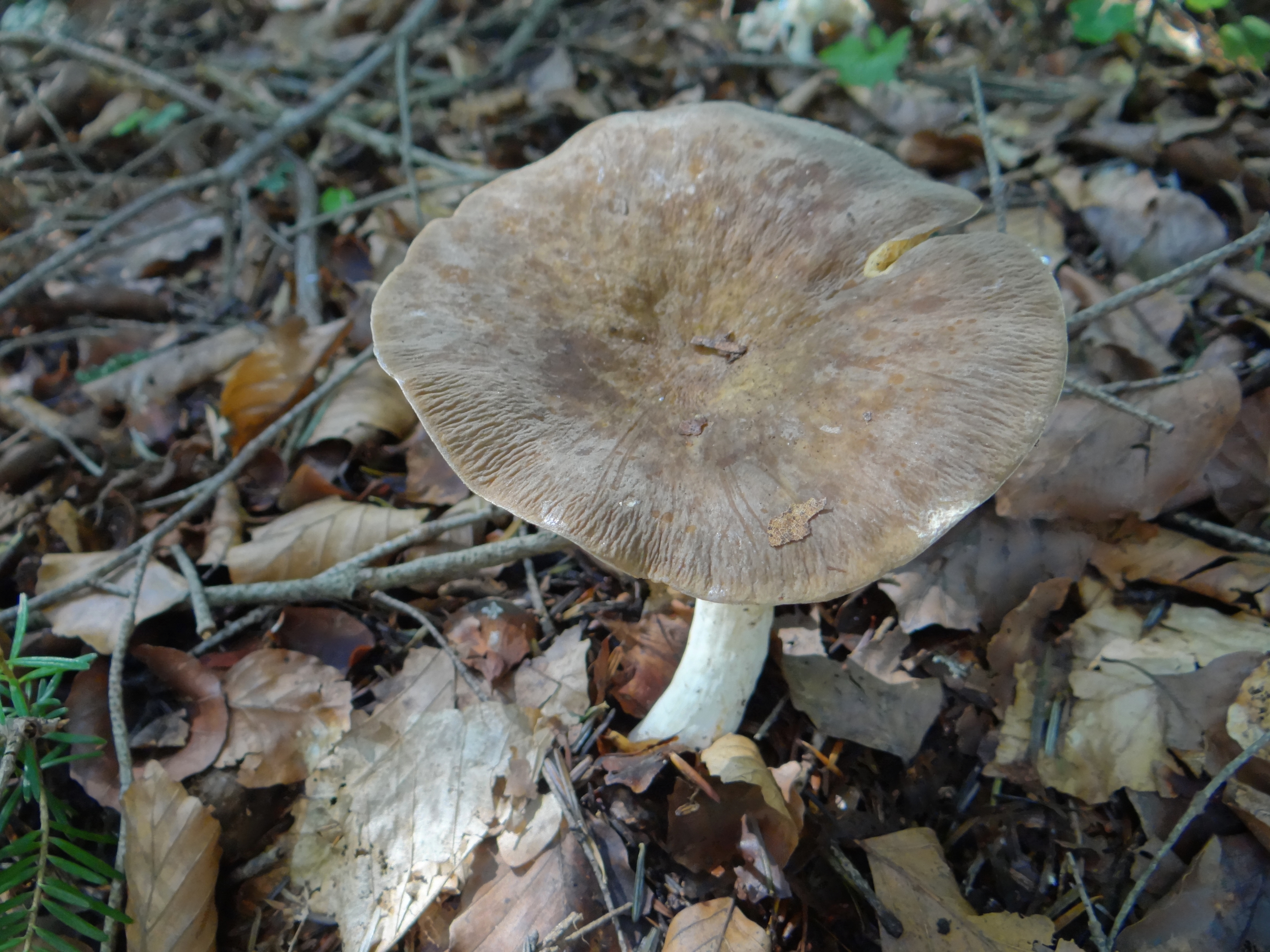
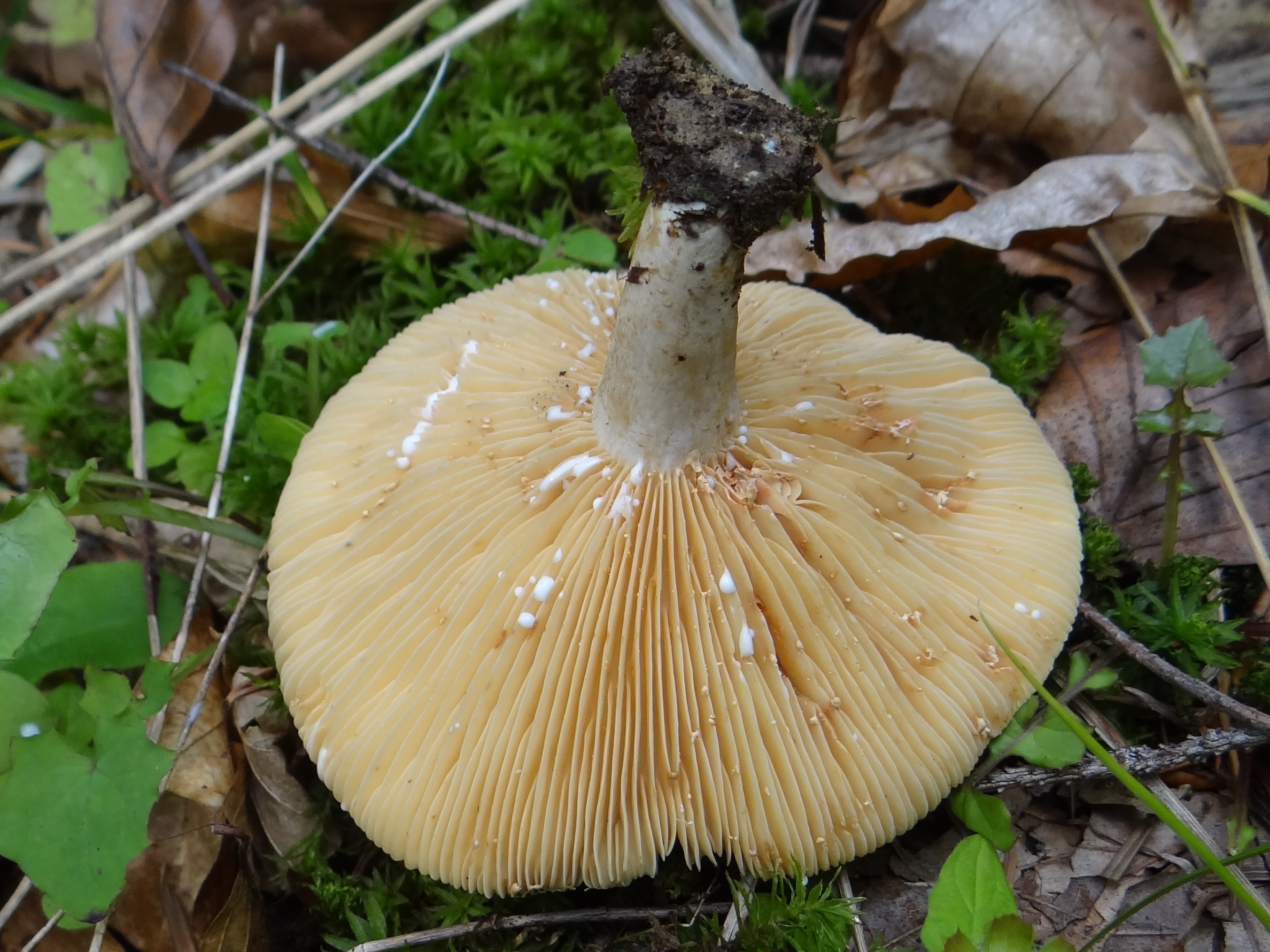

Nem ehető.   